# Henri Mirande
Pour l’article homonyme, voir Mirande (homonymie).
Henri Mirande est un illustrateur et peintre français, né le 25 mars 1877 à Nice et mort le 21 septembre 1955 à Paris.

## Biographie
Henri Mirande est le fils de Charles Mirande, professeur de français puis publiciste, et de Rosa Rolland. Il a illustré les journaux Le Rire, Le Sourire, L'Assiette au beurre, Fantasio, Les chansonniers de Montmartre, Dur's Elsass, Lectures pour tous, Le Frou-Frou, La Grisette, des cartes postales, ainsi que des livres.
Il fut professeur de dessin à l'Académie Julian à Paris.

## Vie privée
Il se marie avec Julie Sonder (1882-1977), fille de pâtissier et de journalière, le 20 décembre 1906 à Paris (18e arrondissement). Il divorce le 13 juillet 1912 et se remarie avec Germaine Vistot, vendeuse, le 22 avril 1947 à Paris (18e arrondissement).

## Illustration

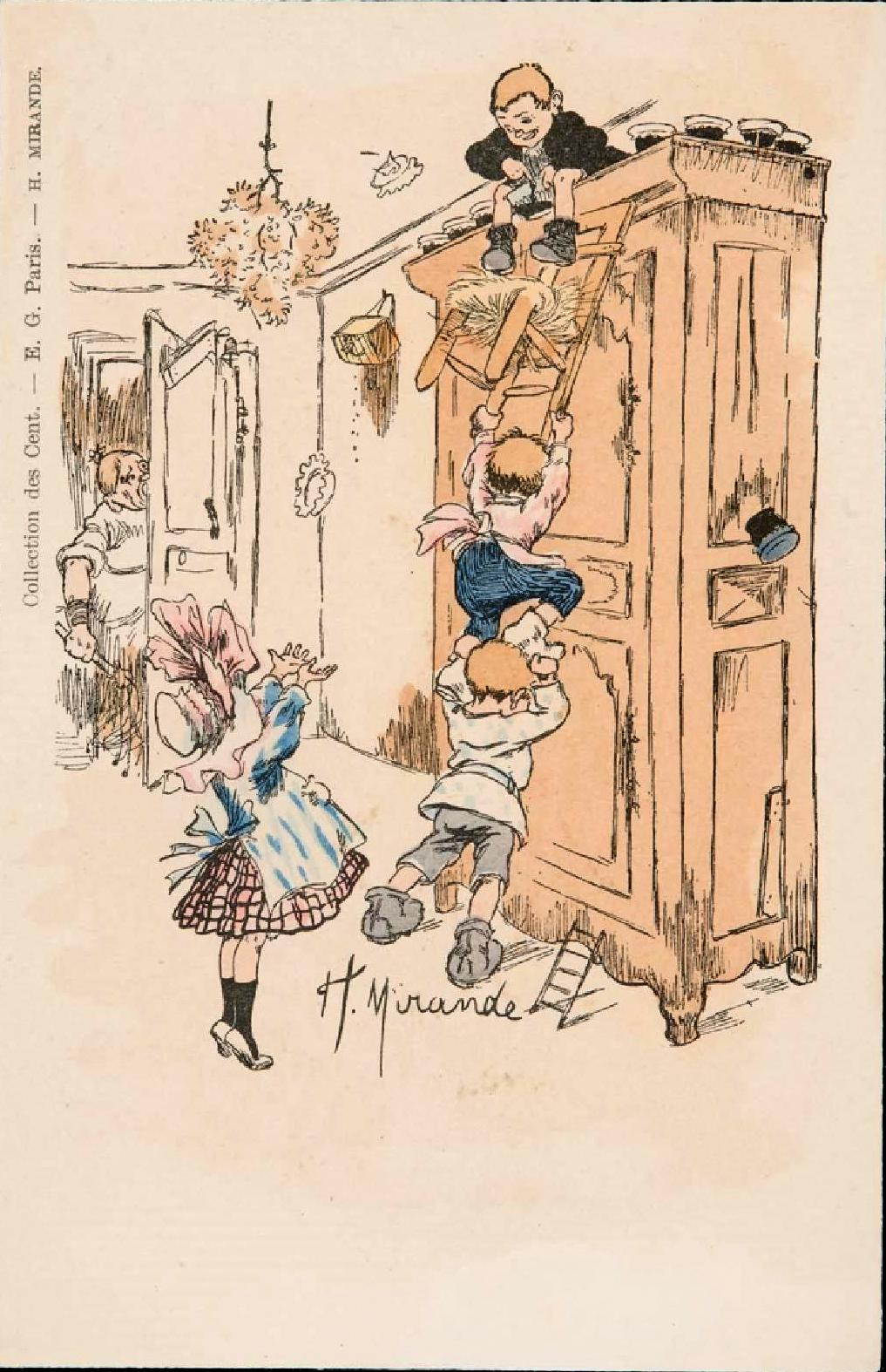
Carte postale no 80 de la Collection des cent (entre 1900 et 1905).

- Chaussettes pour dames, 50 dessins, Garnier, 1905.
- Le Baiser au Lépreux de François Mauriac, 18 lithographies, Émile-Paul Frères, 1925[7].
- Colette (ill. dessins d'Henri Mirande, gravés sur bois par Hermine Mayeras), L'Envers du Music-hall, J. Ferenczi et fils, coll. « Le livre moderne illustré », 1929, 170 p. (lire en ligne).
- Perversité de Francis Carco, Le Livre moderne illustré, J. Ferenczi et fils, 1932.
- La Maison de Verre, de Robert Francis, Le Livre moderne illustré, J. Ferenczi et fils, 1938, dessins d'Henri Mirande, gravés sur bois par Hermine Mayeras.
- La Petite Chiquette de Louis Codet, eaux-fortes, Paris, Les Bibliophiles du Cornet, 1932.
- Des fables de La Fontaine, sur cartes postales avec dos non divisé comportant une publicité, E. D. Paris, dont : La Belette entrée dans un grenier, Le Chien qui lâche la proie pour l'Ombre, Le Geai paré des plumes du Paon, Le Milan et le Rossignol, Les deux Mulets, L'huître et les deux Plaideurs.
- Les aventures de Mr Pickwick de Ch. Dickens, Sudel.
- La Grisette, no 1, 1894, couverture[8].

## Élèves
- Marcel Jacque (1906-1981)[9].

## Galerie

Œuvres d'Henri Mirande
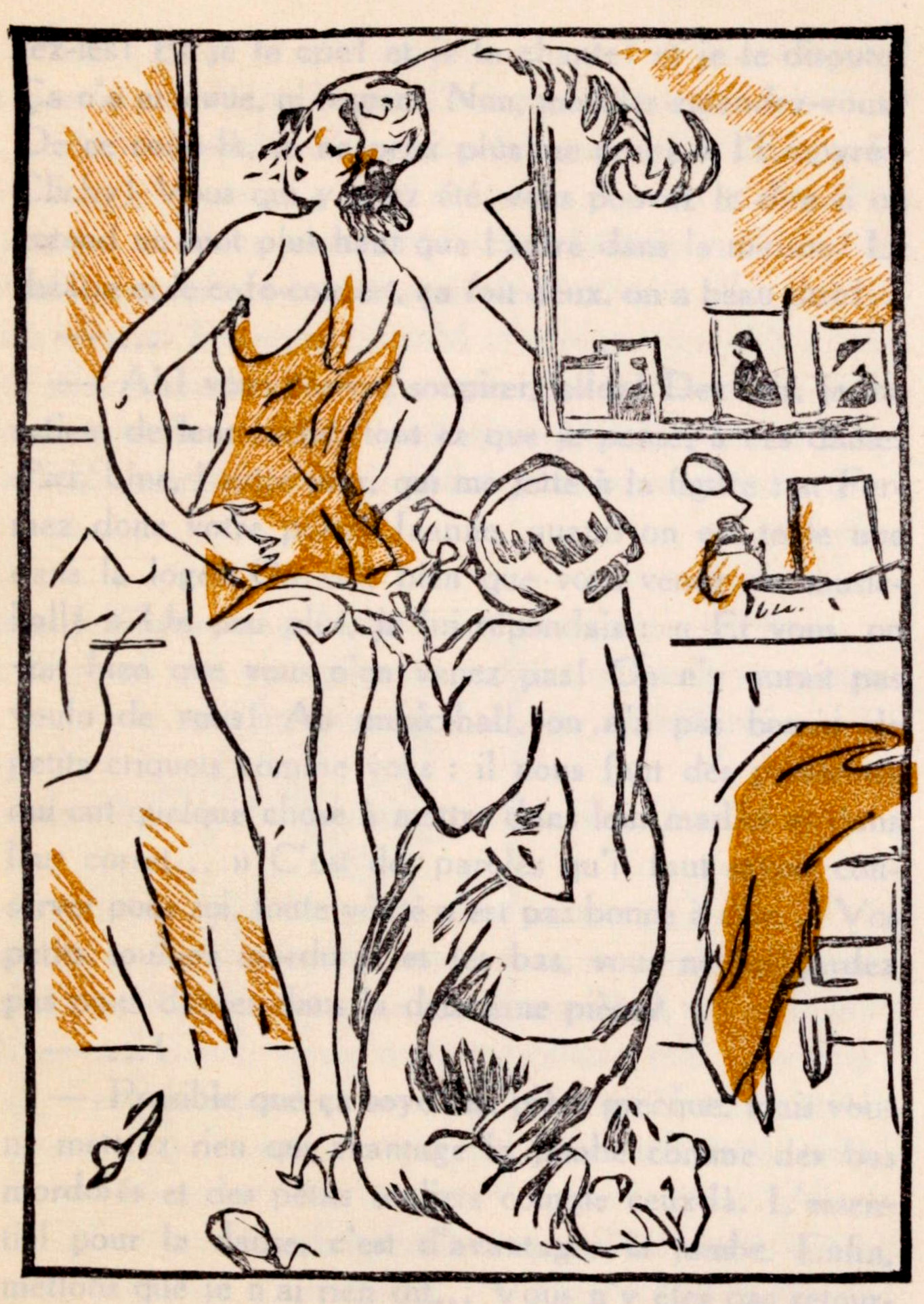
L'Envers du music-hall
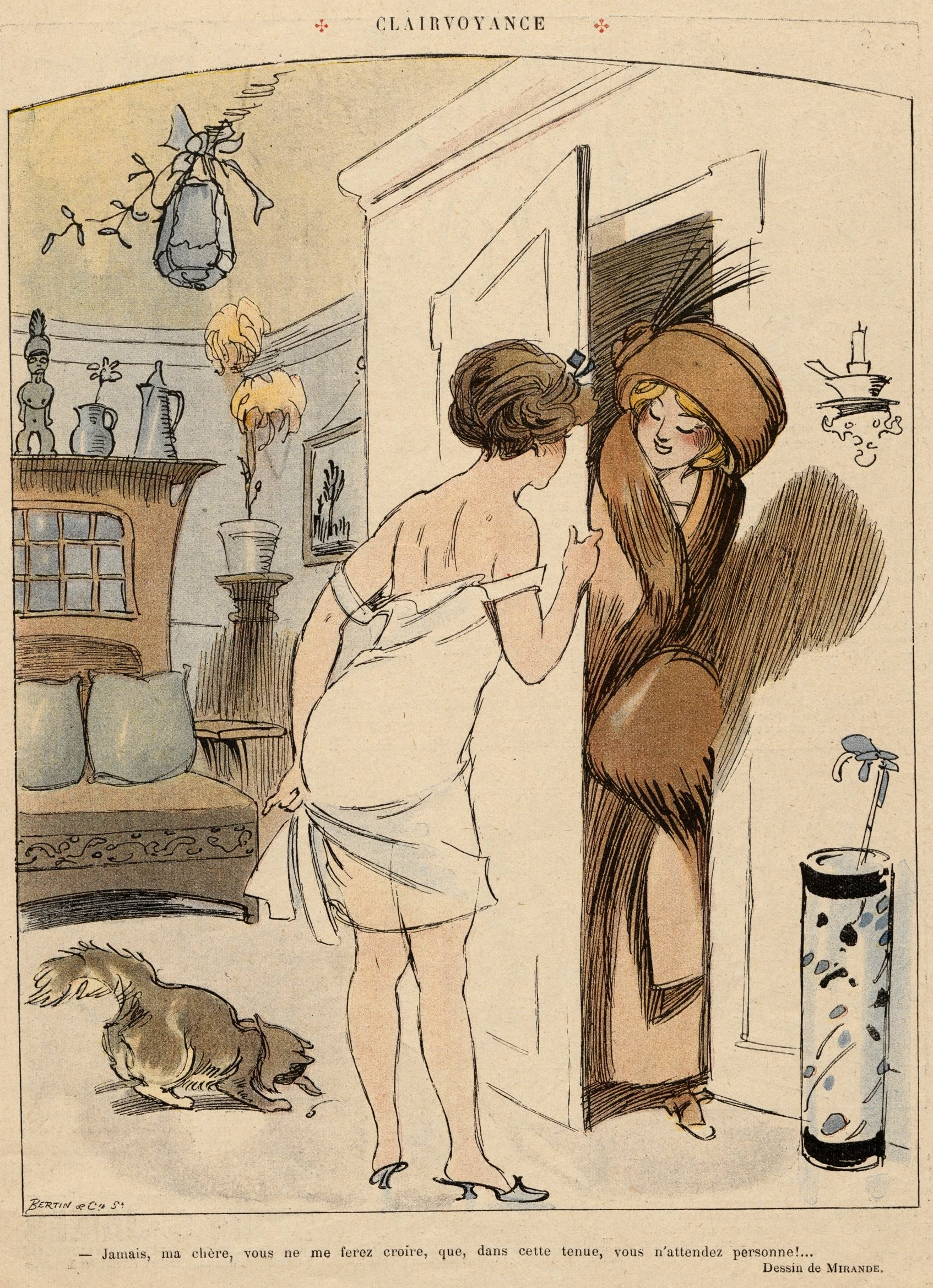
Clairvoyancel
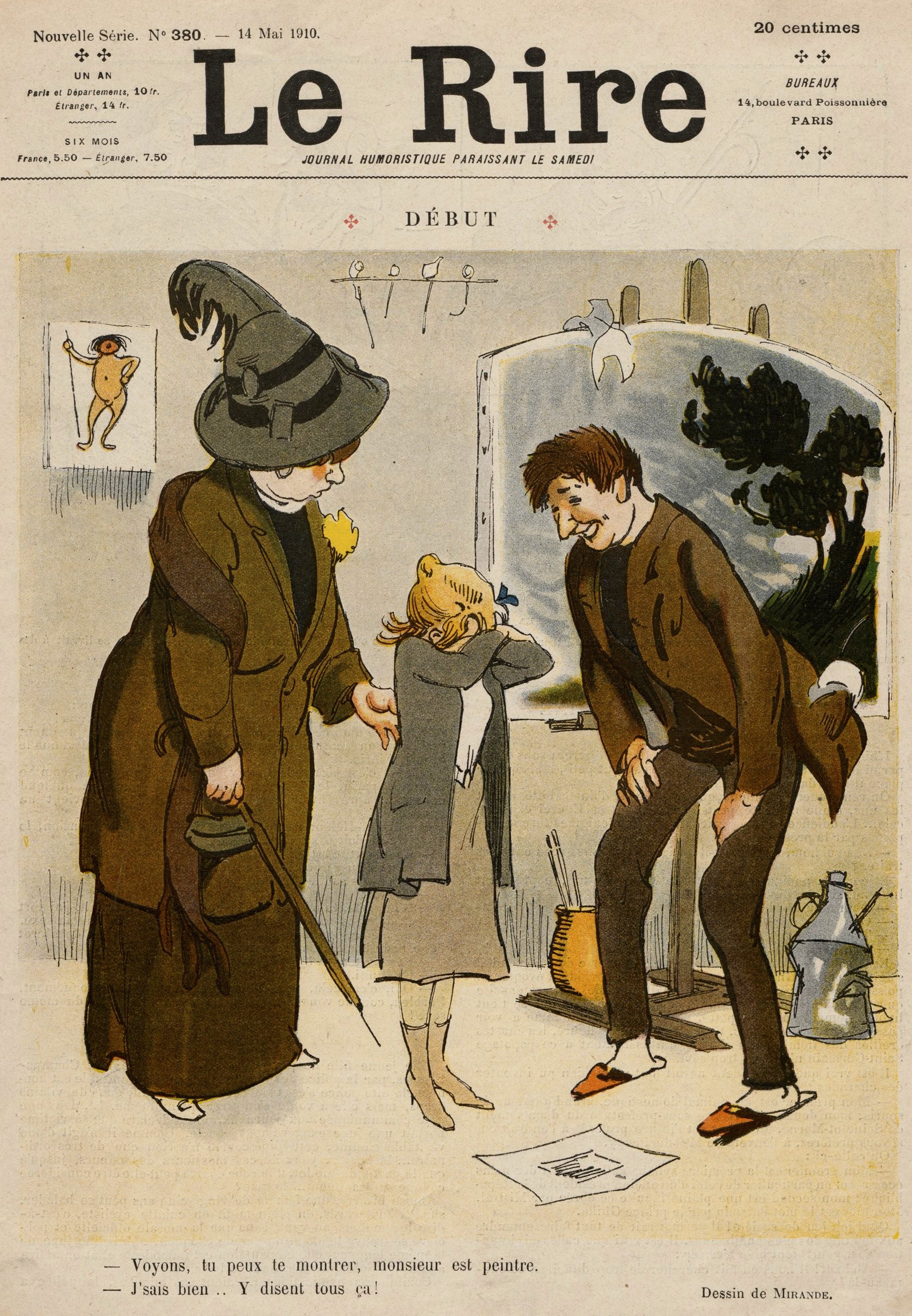
Début
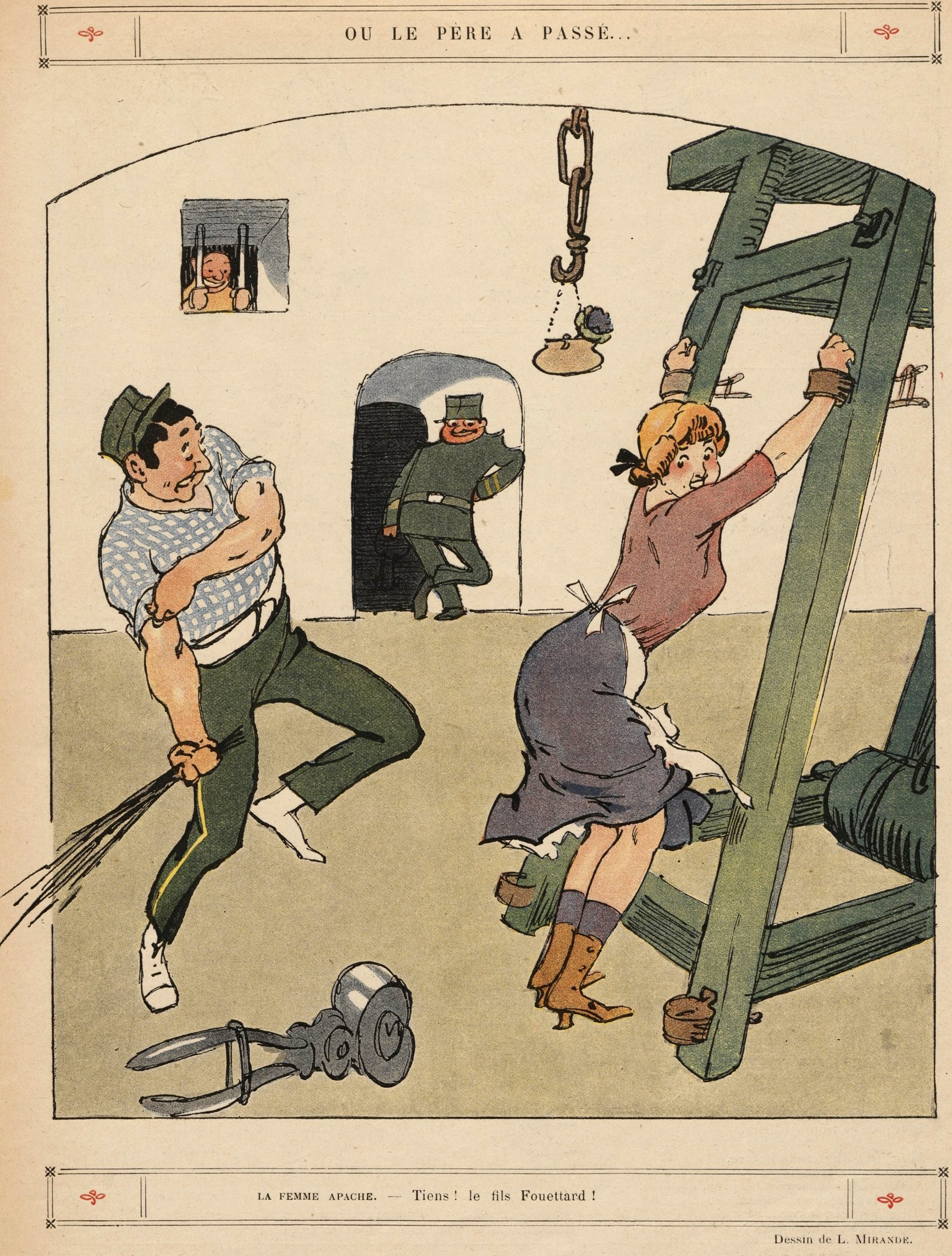
Où le père a passé
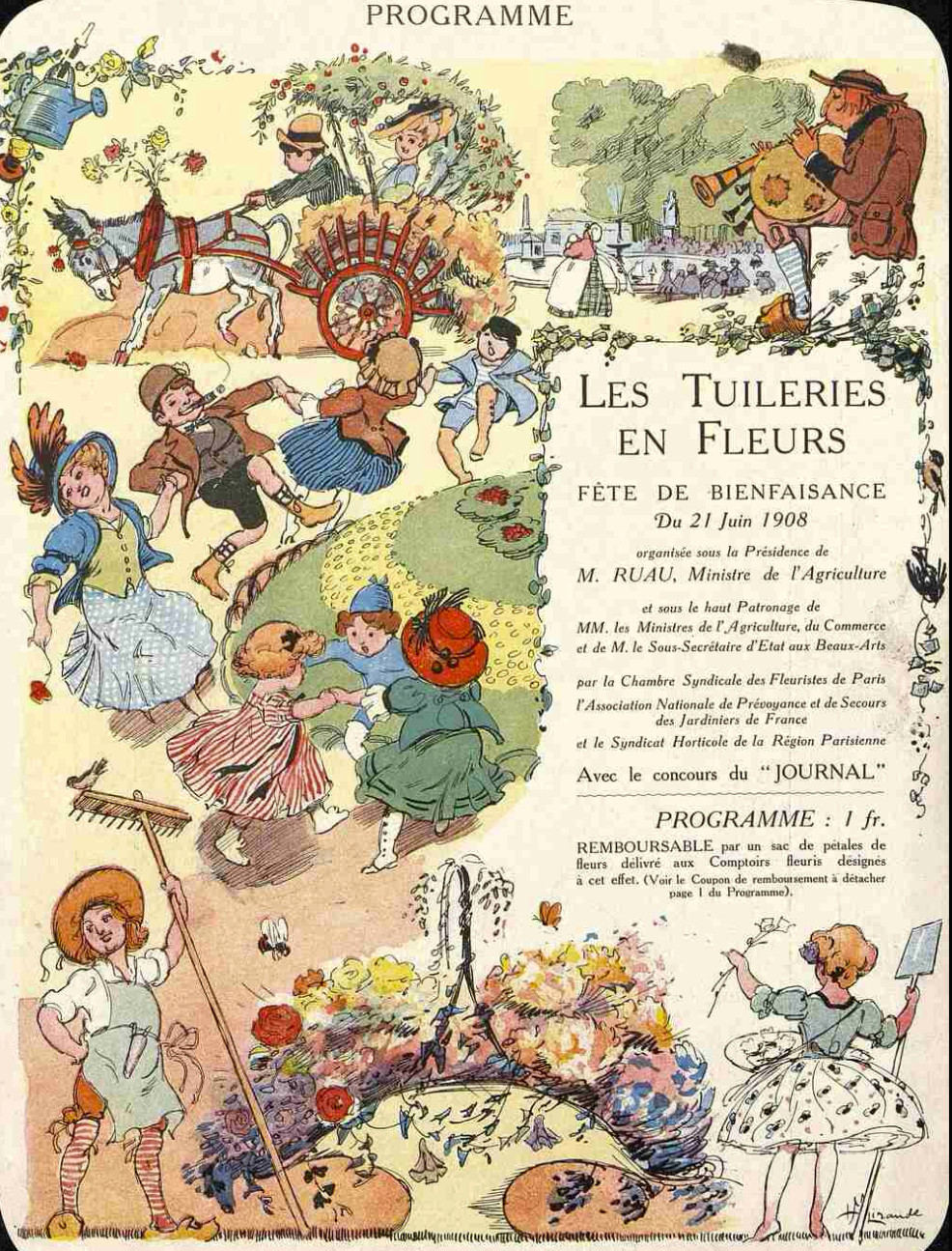
Les Tuileries en fleurs